# Liolaemus laurenti
Liolaemus laurenti är en ödleart som beskrevs av  Richard Etheridge 1992. Liolaemus laurenti ingår i släktet Liolaemus och familjen Tropiduridae. Inga underarter finns listade i Catalogue of Life.